# Henninger
Henninger är ett tyskt ölmärke och tidigare bryggeri i Frankfurt am Main. Henninger köptes 2001 av Binder och ingår sedan 2002 i Radeberger Gruppe.
Henninger grundades 1655.